# Bondz Ngala
Bondz Bondzanga Ngala (London, 1989. október 3. –) angol labdarúgó, aki jelenleg a West Ham Unitedben játszik, hátvédként.

## Pályafutása

### West Ham United
Ngala 2006-ban írt alá ifiszerződést a West Ham Uniteddel, két évvel később pedig felkerült az első csapathoz. 2008 januárjában kölcsönben a Weymouth-hoz igazolt. Január 12-én, a Kiddersminster Harriers ellen debütált. Eredetileg a szezon végéig maradt volna a csapatnál, de a vezetőségben történt cserék miatt hamar vissza kellett térnie a West Hamhez.
2008 novemberében a Milton Keynes Donshoz került, ahol egy Walsall elleni bajnokin mutatkozott be. Három meccsen játszott a csapatnál, mielőtt visszatért volna a West Ham Unitedhez. 2008. december 28-án került be először a londoniak felnőtt csapatába, a Stoke City elleni Premier League-találkozón végig a kispadon ült.

## Külső hivatkozások
- Bondz Ngala pályafutásának statisztikái a Soccerbase oldalon (angolul)

- Bondz Ngala adatlapja a West Ham United honlapján